# Bocce ai XVII Giochi del Mediterraneo - Raffa singolare femminile
Le competizioni di bocce nella categoria raffa singolare femminile si sono tenute fra il 28 e il 29 giugno 2013 alla Bocce Tesisi di Mersin.

## Risultati
Le 6 giocatrici partecipanti vengono suddivise in due gruppi da 3 ciascuno. Le prime due di ciascun gruppo vengono ammesse alle semifinali.

### Fase a eliminazione diretta
|  | Semifinali        | Semifinali        | Semifinali        |                   |             | Finale          | Finale          | Finale          |  |
|  |                   |                   |                   |                   |             |                 |                 |                 |  |
|  | Ivana Sajić       | Ivana Sajić       | 5                 |                   |             |                 |                 |                 |  |
|  | Ivana Sajić       | Ivana Sajić       | 5                 |                   |             |                 |                 |                 |  |
|  | Deniz Demir       | Deniz Demir       | 12                |                   |             |                 |                 |                 |  |
|  | Deniz Demir       | Deniz Demir       | 12                |                   | Deniz Demir | Deniz Demir     | 12              |                 |  |
|  |                   |                   |                   |                   | Deniz Demir | Deniz Demir     | 12              |                 |  |
|  |                   |                   | Anna Maria Ciucci | Anna Maria Ciucci | 9           |                 |                 |                 |  |
|  | Lamia Aissioui    | Lamia Aissioui    | Anna Maria Ciucci | Anna Maria Ciucci | 9           | 6               |                 |                 |  |
|  | Lamia Aissioui    | Lamia Aissioui    |                   |                   |             | 6               |                 |                 |  |
|  | Anna Maria Ciucci | Anna Maria Ciucci | 12                |                   |             | Finale 3º posto | Finale 3º posto | Finale 3º posto |  |
|  | Anna Maria Ciucci | Anna Maria Ciucci | 12                |                   |             |                 |                 |                 |  |
|  |                   |                   |                   |                   |             |                 |                 |                 |  |
|  |                   |                   |                   |                   |             | Lamia Aissioui  | Lamia Aissioui  | 12              |  |
|  |                   |                   |                   |                   |             | Lamia Aissioui  | Lamia Aissioui  | 12              |  |
|  |                   |                   |                   |                   |             | Ivana Sajić     | Ivana Sajić     | 4               |  |